# Rurouni Kenshin
Rurōni Kenshin: Meiji Kenkaku Romantan (るろうに剣心 -明治剣客浪漫譚-?) literalmente "Rurōuni Kenshin: El espadachín vagabundo —de la era— Meiji", conocido en España como Kenshin, el guerrero samurái y en Hispanoamérica como Samurái X, es un manga escrito e ilustrado por Nobuhiro Watsuki y cuya adaptación al anime fue dirigida por Kazuhiro Furuhashi. Ambientado en los primeros años de la Era Meiji del Imperio del Japón, y también en los acontecimientos sucedidos en el tiempo Bakumatsu de la Dinastía Tokugawa. Su temática acerca de la paz, el amor y la redención ha impulsado su popularidad tanto en su país natal como internacionalmente.
Kenshin Himura es el personaje principal que da nombre a la serie. Está basado en el personaje histórico de Kawakami Gensai y en otros personajes históricos como el rōnin Musashi Miyamoto. En esta historia, Kenshin es un antiguo samurái que sirvió a la causa de la facción proimperialista conocida como el Ishin Shishi, desempeñándose durante el Bakumatsu como un temido asesino conocido como Hitokiri Battōsai (o Battosai el destajador) que luego de la victoria de su facción que llevó al cambio de era, dedicaría su vida a defender a los más vulnerables jurando que nunca más volvería a matar.
El manga fue publicado en la revista semanal Shōnen Jump de la editoria Shūeisha entre el #19 de 1994 y el #43 de 1999, y consta de 28 volúmenes en tankōbon, mientras que más tarde la editorial relanzó el manga en formato kanzenban con 22 volúmenes. Posteriormente, la historia del manga fue adaptada a una serie de anime que se emitió en Japón desde el 10 de enero de 1996 al 8 de septiembre de 1998 por la cadena televisiva Fuji Television finalizando con un total de 101 episodios. Además una película de animación y dos series de animaciones originales (OVA). El escritor Kaoru Shizuka ha escrito una novela ligera oficial titulada Viaje a la luna del mundo. La novela ha sido traducida por VIZ Media y distribuida en Estados Unidos y Canadá.
Una película de imagen real se estrenó en 2012 y fue sucedida por dos secuelas estrenadas en 2014. Protagonizadas por Takeru Satoh y cuenta con la aprobación del propio Nobuhiro Watsuki. Se planea su proyección a nivel internacional. Warner Bros es la productora, mientras que Studio Swan realiza la película, con Keishi Otomo como director.
Las versiones en español del manga fueron publicadas por Glénat en España, con el título de Rurouni Kenshin. El Guerrero Samurái. Crónicas de Un Experto Espadachín en la Era Meiji, en Argentina por Ivrea, titulada Rurouni Kenshin. La Historia de un Espadachín Meiji, y en México por Grupo Editorial Vid, en este último caso bajo el título de Samurái X.
La serie ha recibido elogios y críticas por parte de varias publicaciones de manga, anime y otros. El manga ha vendido más de 55 000 000 copias en Japón convirtiéndose en una de las series de manga más vendidas de Shūeisha, mientras en el ranking de los mejores 100 animes de 2006 de TV Asahi (según una encuesta japonesa online), el anime de Rurouni Kenshin alcanzó el puesto 62.
Una segunda adaptación de la serie al anime de Liden Films se estrenó en 2023.

## Argumento
El argumento expuesto a continuación, se hace con base al argumento del manga.
Himura Kenshin es un experto samurái quien en un momento de su pasado (comprendidos entre sus 14 y 19 años) puso su habilidad al servicio de los Ishin Shishi (Patriotas de la Restauración) como hitokiri (homicida, loco, destajador). Durante esta época recibió el nombre de Hitokiri Battōsai (Battōsai el Homicida o el destajador) y fue el asesino más famoso y temido de estos tiempos. Terminados los enfrentamientos, decide pasar al anonimato y desde entonces se convierte en un vagabundo que recorre el país ayudando a la gente como una forma de resarcirse por todas las vidas que tomó, jurando que nunca más volvería a tomar otra vida. Porta con él una sakabatō, katana donde el filo y el lado romo están invertidos y le permite utilizar su estilo de kenjutsu, el Hiten Mitsurugi Ryū, sin riesgo que el mismo sea mortal.
La historia comienza en el año 11 de la Era Meiji, diez años después de finalizar el Bakumatsu y con él, la Era Tokugawa; al llegar Kenshin a Tokio, conoce a Kamiya Kaoru, una adolescente de 17 años que es huérfana de ambos padres. La joven trabaja como instructora suplente de un dojo de Kendo donde se practica el estilo Kamiya Kashin Ryū heredado de su padre. Luego de que Kenshin la salvara de un grupo de ladrones empeñados en quedarse con su propiedad, quienes en realidad eran unos antiguos alumnos del dojo los cuales para mancillar la reputación del mismo y quienes a modo de venganza por haber sido expulsados por el padre de la joven, usaban el nombre de Battōsai para cometer múltiples homicidios en la ciudad, afirmando a viva voz que usaba el estilo practicado en el dojo de Kaoru para sus crímenes. Kaoru le invita a quedarse a vivir con ella hasta que decida volver a vagabundear, restándole importancia al pasado del joven lo cual lo deja muy sorprendido. Con el tiempo se les unirán Yahiko Myōjin, un niño huérfano que era obligado a robar en las calles por un grupo de yakuza y es salvado por Kenshin y puesto a entrenar con Kaoru; Sagara Sanosuke, un luchador a sueldo que odia profundamente a los Ishin Shishi; y Takani Megumi una doctora involucrada involuntariamente en el oscuro mundo del tráfico de drogas que busca a su familia perdida de Aizu.
Los problemas surgirán cuando distintos enemigos relacionados con el oscuro pasado de Kenshin hagan aparición. A muchos de ellos los moverán intereses superficiales, otros en cambio serán antiguos enemigos que buscarán venganza.
En uno de esos momentos, aparece en la historia Hajime Saitō, el antiguo capitán del grupo 3 de los Shinsengumi contra el cual Kenshin luchó en el Bakumatsu, quien ha regresado haciéndose pasar por el oficial de la policía japonesa, Goro Fujita. En un momento dado, ambos samuráis luchan y es entonces cuando se descubre la razón de la reaparición de Saito en la vida de Kenshin: un antiguo Hitokiri el cual reemplazó a Kenshin en los asesinatos a políticos en secreto después de que este se retiró y cuyo nombre es Makoto Shishio, prepara un golpe de Estado para hacerse con el control del país a modo de vengarse del Gobierno Meiji después que este lo traicionara quemándolo vivo puesto que su existencia era demasiado peligrosa debido a la gravedad de los magnicidios que cometió y por temor a que los sacara a la luz, con la consecuente caída del Gobierno. El Ministro del Interior del país (pero que en la práctica ejercía funciones propias de un primer ministro y gobernaba el país con plenos poderes), Ōkubo Toshimichi le pide a ambos guerreros que eliminen a Shishio debido a su peligrosidad ya que ha establecido su cuartel general en la ciudad de Kioto. Aunque Saito acepta la misión, Kenshin en un inicio se niega a aceptar la petición del Gobierno. No obstante, Okubo es asesinado por uno de los hombres de Shishio, lo cual hace que Himura acepte los hechos y vuelva a vagabundear una vez más rumbo a Kioto para salvar a su país de las manos del revolucionario y su organización. Antes de marcharse, Kenshin decide no hablar con nadie de su decisión, a excepción de Kaoru, de quien se despide de una forma muy emotiva, no sin antes darle las gracias por haber creído y confiado en el. Kaoru queda devastada después de esta despedida y sin ánimos de nada. Sin embargo gracias a Yahiko y Megumi, Kaoru se decide a seguir a Kenshin a tan peligroso viaje mientras que Sanosuke igualmente hacía lo propio.
En su viaje a Kioto, conoce a una joven kunoichi de nombre Makimachi Misao, la cual guarda una relación muy profunda con los Oniwabanshū: una organización de espías ninja al servicio del Bakufu a quienes Kenshin confrontó en el pasado. Kenshin sin querer revela que se cruzó con su líder, Aoshi Shinomori, pero no le cuenta a Misao que él y Aoshi se enfrentaron ni lo que pasó con los otros Oniwabanshū que estaban con él, los cuales murieron. Por supuesto Misao, que estaba más que decidida a reencontrarse con Aoshi y los otros ninjas, decide acompañar a Himura en su viaje.
En el transcurso de su viaje, Kenshin y Misao llegan a una aldea abandonada por el gobierno Meiji y que ahora controla Shishio con puño de hierro, cuya responsabilidad corre a cargo de un subordinado llamado Senkaku. Kenshin (acompañado de Saito quien no interviene en la lucha) y Senkaku se enfrentan pero este último es vencido por Kenshin quien revela sus habilidades como espadachín a Shishio (el cual se encontraba allí) prácticamente por obligación dado que Shishio amenazó con matarlo si no lograba hacer que Kenshin peleara en serio. Cuando Kenshin está por confrontar a Shishio, este escapa dejando a su más fuerte subordinado, un joven llamado Seta Sōjirō para que peleara con él. Se revela luego que Sōjirō fue el asesino de Okubo y para peor, cuando ambos rivales chocan sus espadas en un único ataque, la Sakabatō de Himura se parte en dos dejando en claro la superioridad de su adversario quien, considera un empate la lucha. Esto último basta para persuadir a Kenshin para viajar a Kioto y buscar a dos personas muy importantes para él. Es en este punto de la historia donde conocemos un poco más del turbulento pasado de Kenshin cuando se nos presenta a la persona que creó la Sakabatō, Shakku Arai (el cual ya falleció) y por intermedio de su hijo, Seiko a quien Kenshin ayuda luego de salvar a su hijo de uno de los secuaces de Shishio, consigue la versión original de la Sakabatō. Y luego a su maestro, Seijuro Hiko, el cual Kenshin encuentra gracias a la ayuda de Okina, el anciano que cuidó de Misao y quien resulta ser un integrante del grupo Oniwabanshū, al igual que los empleados del restaurante que maneja en Kioto. Kenshin completa su entrenamiento y finalmente está listo para luchar contra Shishio y su organización, pero el cómplice de este último que luchó contra Kenshin, traiciona a su amo al revelar el retorcido plan de conquista del país usando para ello un avanzado (para la época) barco de guerra para bombardear a Tokio desde la costa mientras sus hombres provocaban un incendio en Kioto. Con ayuda de los Oniwabanshū, Kenshin en compañía de Sanosuke y Saito, frustra los planes de Shishio y este reta a Himura a un último y decisivo enfrentamiento en su escondite.
En el subsecuente enfrentamiento, Kenshin junto a sus amigos y los Oniwabanshū, derrotan a casi todos los hombres de Shishio, incluyendo a sus escoltas personales, el Jūppon Gatana. Tras un épico combate, Kenshin derrota mas no llega a matar a Shishio ya que debido a sus quemaduras, su temperatura corporal aumentaba bruscamente si entraba en actividad física por un espacio mayor a quince minutos, causando que su cuerpo se incendie por exceder su tiempo límite.
Para finalizar este arco, en él manga se muestra un final feliz en donde todos vuelven a Tokio y Kenshin admite por fin que junto a Kaoru está su hogar. En el anime también se puede ver esta escena, sin embargo los capítulos posteriores no son oficiales y el final del anime es diferente.
En el siguiente arco, llamado Jinchuu o saga de la venganza vemos que un viejo enemigo de su oscuro pasado reaparece, atacando a todos aquellos que guarden alguna relación con él. Este hombre se llama Enishi. Enishi, un poderoso jefe del crimen de Shanghái, guarda un profundo rencor contra Kenshin a quien acusa de haberle causado una dolorosa tragedia que causó que su pelo se tornara blanco por el dolor que le produjo y a una mujer involucrada con su pasado como Hitokiri durante el Bakumatsu. Himura y sus aliados se defienden de los cómplices de Enishi, un grupo de individuos que guardan rencor a Himura porque este se cruzó en sus vidas de una forma o de otra. Tras ver cuan grave era todo este problema, Kenshin le cuenta a sus amigos toda su historia como Hitokiri que involucra no solo a Enishi, si no a su hermana, una mujer llamada Tomoe Yukishiro quien para la sorpresa de todos, pero más de Kaoru, era la esposa de Himura, a quien asesinó con sus propias manos. 
En esta parte de la historia Kenshin cuenta su vida y anécdotas pasadas como Hitokiri y cuando conoce a Tomoe, la misteriosa mujer quien se convierte en su esposa y con la cual convive medio año. Sin embargo, ambos estaban destinados a un trágico final pues Tomoe era una espía encargada de otorgar información para asesinar a Battousai, ya que este, en uno de sus trabajos como Hitokiri asesina Akira Kiyosato, prometido de Tomoe el cual fue responsable de la cicatriz de Kenshin en su mejilla izquierda. A pesar de las circunstancias que la llevaron a relacionarse con Kenshin, Tomoe se enamora de él y en un acto de trágico amor se interpone en una de las batallas de Battousai y es herida por accidente por su espada. Tomoe muere en los brazos de Kenshin, el cual queda destrozado al perder a la persona más importante para el. Después de este incidente, Kenshin promete que al finalizar su trabajo como Hitokiri, no volverá a matar. Es así como se convierte en un Samurai vagabundo. Cabe destacar que fue Tomoe quien finalizó la cicatriz en forma de cruz, aunque de formas distintas en el manga y en las Ovas. Después de 18 años, Enishi, el hermano menor de Tomoe llega a Japón después de un arduo entrenamiento en China, para vengarse de Kenshin de la forma más despiadada. Después de una lucha constante que involucra a Kenshin y sus amigos y a Enishi y sus séquitos, llega el momento de la verdadera venganza de Enishi; secuestra a Kaoru, no sin antes mostrar ante Kenshin un muñeco exacto de Kaoru, atravesado por una espada y con una marca de cruz en su mejilla (haciendo una referencia cruel a la cicatriz del protagonista). Después de este incidente, en el que se dio por muerta a Kaoru en el manga, Kenshin entra en un estado de depresión profundo, en el cual se rinde física como emocionalmente, sin ganas de seguir viviendo. Este hecho marcó considerablemente a los lectores pues es primera vez que se muestra a Kenshin en un estado deplorable, perdiendo la voluntad de vivir. Después de haber pasado por un “infierno” psicológico, donde Kenshin se debate entre la verdadera razón de vida y su forma de expiar sus pecados por haber sido un asesino, llega a la conclusión de su propia verdad con la ayuda de un misterioso y gracioso personaje llamado “Oibore” y a Tsubame, quien llega a rogarle que ayude a Yahiko, quien luchaba con Hyogo, después de que este escapara de su celda.
Después de este tortuoso acontecimiento, Tomoe se presenta en un sueño y se despide de Kenshin, pidiéndole que cuide a Enishi y dándole a entender que Kaoru seguía viva. Mientras tanto, Enishi, quien mantenía secuestraba Kaoru, comienza a tener dificultades en su deseo de asesinarla para darle sufrimiento a Kenshin debido a que Kaoru le recuerda a su hermana mayor. Finalmente, Kenshin y compañía llegan a rescatar a Kaoru, con la firme convicción de que su propósito de vida y su forma de remediar sus pecados es vivir y luchar por la persona más importante para él, en este caso Kaoru y sus amigos. Al final de la batalla en que se vieron involucrados la mayoría de los personajes principales (como Saito y Aoshi) y otros personajes nuevos, Enishi se rinde en su propósito y es detenido por sus crímenes. Kaoru, sin embargo, le entrega el diario de Tomoe, donde ella escribía sus sentimientos y secretos.
Para finalizar este tomo, Kaoru y Kenshin se despiden de Tomoe frente a su tumba, cerrando así el pasado de Kenshin. Otros protagonistas toman rumbos diferentes buscando sus respectivas vidas. Kenshin y Kaoru se casan y tienen un hijo al que llaman Kenji y viven junto a Yahiko en el dojo Kamiya.
El creador de Rurouni Kenshin sorprendió con un nuevo arco llamado “el arco de Hokkaido” donde veremos nuevas aventuras, personajes y tramas políticos, con nuevas ilustraciones. Este arco sin embargo aún no está terminado.

## Aspectos de la obra

### Etimología
Rurouni es un neologismo creado por el autor que no existe en el japonés. Proviene de rurō (流浪?), que como sustantivo significa "nomadismo", aunque puede verbalizarse a rurō suru (流浪する?), "vagar"; y la partícula ni, y que viene a significar algo así como "una persona que vaga". Una traducción cruda del título sería Kenshin, el espadachín vagabundo. Kenshin es conocido como Hitokiri battōsai. Hitokiri (人斬り?) (人 hito) persona y (斬り kiri) corta, sería algo como "asesino" u "homicida", y battōsai (抜刀斎?) es un apodo debido a la técnica que usa con frecuencia y ha llegado a dominar, el arte del "desenvaine y corte". El nombre que su Maestro Seijuro Hiko dio al protagonista, Kenshin (剣心?), está formado por dos ideogramas: "ken", que es espada y "shin", que significa corazón. El nombre original de este es Shinta, que significa corazón grande, pero Hiko consideraba como muy delicado para un espadachín.

### Estilos de lucha

#### Hiten Mitsurugi Ryu
Hiten Mitsurugi Ryu  (飛天御剣リュ?  Estilo de espada del honorable Dragón que surca los cielos) es el nombre de un estilo de kenjutsu (esgrima japonesa), el cual es considerado el más poderoso dentro de la obra, pues es un estilo veloz. Requiere la fuerza física, es efectivo contra gran cantidad de oponentes, da buena defensa, resistencia contra los golpes, y su filosofía lo hace un estilo libre, además de esto promueve el deseo de vivir y de protección del prójimo. Esta escuela solo admite un alumno en cada generación, y el maestro en turno adopta siempre el nombre de Hiko Seijūrō, el maestro de esta generación es el número trece (XIII). Es el arte que practica Himura Kenshin.

#### Kamiya Kasshin
En la serie, es un estilo de lucha en el que se utilizan la espada de bambú así como la recurrencia de elementos de combate y técnicas. En este estilo de kendo se utiliza un shinai que es una espada japonesa de bambú que asemeja a una katana. Fue inventado por los antecesores del personaje Kaoru Kamiya y –según la familia Kamiya– no es para asesinar sino para la defensa y protección de las personas.

### Aspectos históricos
De manera similar a como sucede en el género de las ucronías, la historia de Rurouni Kenshin se sustenta en un trasfondo histórico real, mezclando hechos y personajes históricos con la ficción. Como telón de fondo, los hechos más importantes de la obra suceden durante los últimos años del período Edo y los primeros años de la Era Meiji (entre los años 1857 y 1878 aproximadamente).

#### Bakumatsu

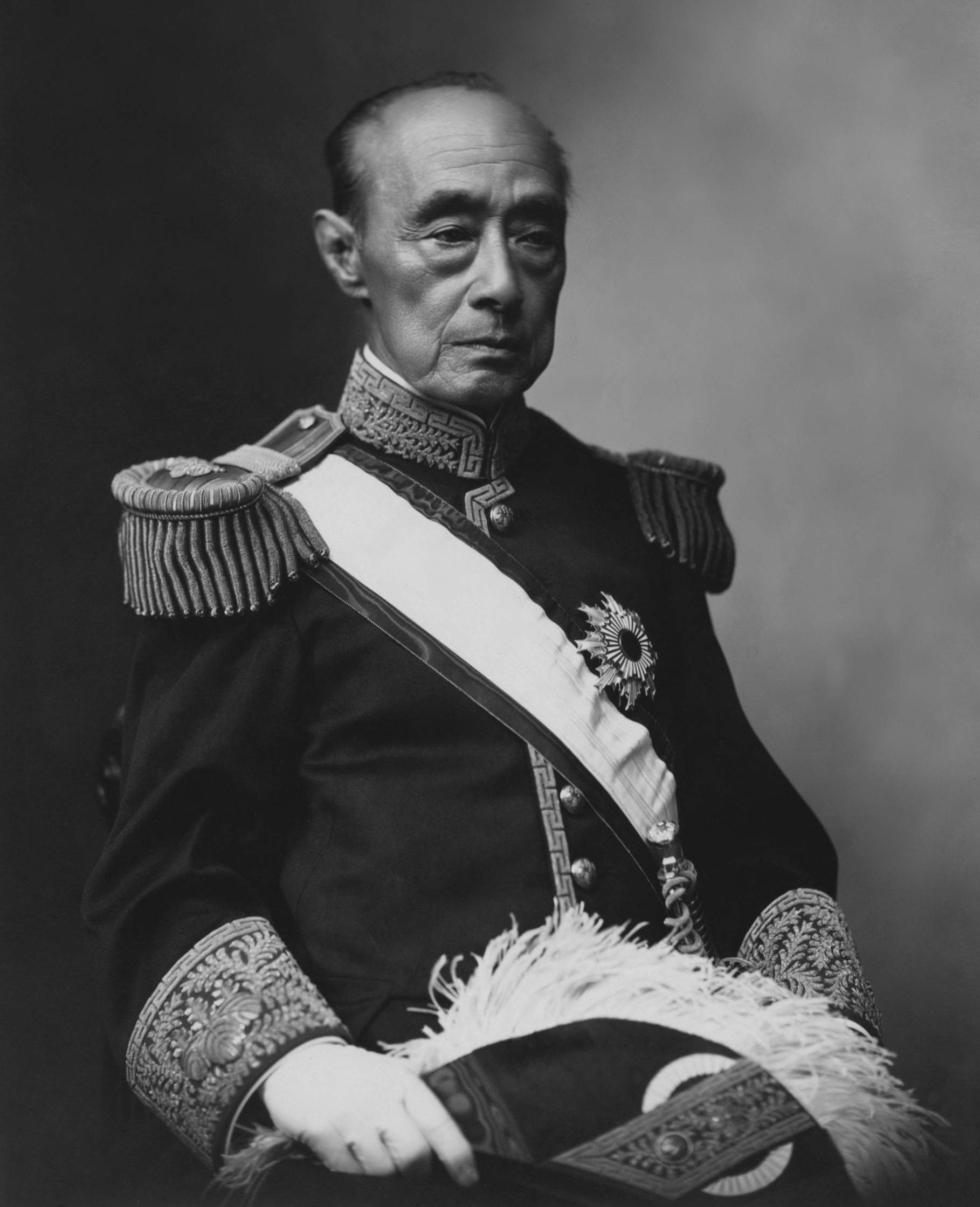
Una de las últimas fotografías oficiales de Tokugawa Yoshinobu.

Durante aproximadamente 250 años, Japón vivió bajo un estricto sistema feudal y aislado del resto del mundo, en lo que se conoce como Era Tokugawa (también llamada Dinastía Edo). Aunque había un emperador, el poder real lo ejercía un líder militar con el título de Shōgun. A este régimen se lo conocía con el nombre de Bakufu o Shogunato. En 1853 se produce el Kuro-Fune Raikou (La Llegada de los Barcos Negros), nombre que alude a la llegada de la flota estadounidense al mando del Comodoro Perry que buscaba solicitar (demandar, en realidad) permisos para comerciar con Japón. Al no poder hacer frente a tal amenaza, al Shogunato no le quedó más opción que romper con 250 años de aislamiento del país. Esto dejó en evidencia la debilidad de un Japón inmerso aún en una atrasada época feudal, frente a un mundo que avanzaba hacia la modernidad.
Ante este incidente, las provincias de Choshu y Satsuma se rebelaron, dando lugar al llamado Bakumatsu No Duran (Fin del Régimen del Shogun), también conocido como Restauración Meiji. Los samurái Ōkubo Toshimichi y Saigō Takamori (ambos de Satsuma) se unen a Kogoro Katsura (de Choshuu) para formar el Ishin Sanketsu (Triunvirato Ishin), liderando así a los Ishin Shishi (Patriotas de la Restauración), quienes buscaban, entre otras cosas, destituir al Shogun, devolverle el poder al Emperador, expulsar a los extranjeros y abrir el país. Es a este grupo al que se une el protagonista, Himura Kenshin, como asesino. Para contrarrestar las fuerzas de los Ishin Shishi, el Shogunato tomó varias medidas, entre ellas la creación de un grupo armado con el objetivo de mantener la paz en Kioto, capital de Japón y epicentro de la guerra civil que estallaba. Este grupo fue conocido como Shinsengumi. Varios personajes reales, miembros del Shinsengumi, aparecen en la historia, algunos de ellos teniendo especial relevancia, como Saitō Hajime o Sōji Okita.
Hacia 1867 el Shogunato, ya muy debilitado, se negaba a entregar el poder al Emperador. Se suceden entonces las Guerras Boshin:
- Toba Fushimi, la más decisiva de todas, durante la cual se da la lucha de Kenshin contra Okita y Saito.
- Monte Ueno, en la cual participó el padre de Yahiko.
- Nagaoka.
- Aizu, durante la cual Takani Megumi pierde a su familia.
- Hakodate.

Terminadas estas batallas, el Shogun Tokugawa Yoshinobu, el último de una dinastía de 250 años, se rindió.

#### Era Meiji
El poder pasó entonces al Emperador Meiji. Durante esta época se tomaron algunas medidas que chocaron con la tradicional y estructurada sociedad japonesa, entre ellas:
- La abolición de las clases sociales (campesinos, artesanos y samurái).
- La prohibición del asesinato por venganza.
- La prohibición de portar espadas.

Es durante este período que se desarrolla la mayor parte de la historia, con personajes que intentan adaptarse a esta nueva forma de vida, dejando los tiempos de guerra atrás.

## Personajes
- Kenshin Himura (緋村 剣心 Himura Kenshin?): es el personaje principal de la obra. Conocido como el legendario asesino "Hitokiri Battōsai" (人斬り抜刀斎?), trabajó como hitokiri para los Ishin Shishi durante la Restauración Meiji. Al terminar esta, jura no volver a matar y deambula por Japón protegiendo a los débiles. Utiliza el estilo Hiten Mitsurugi Ryu del kenjutsu y empuña una sakabatō (espada de filo invertido), la cual no posee filo alguno para no matar. En el comienzo de la historia ayuda a Kaoru a defenderse de un asesino que utiliza su nombre de Battousai y difama el dōjō de Kaoru. Es entonces que le confiesa su pasado de asesino, pero Kaoru le resta importancia y lo invita a quedarse con ella. Su personalidad es tranquila, amable y humilde al extremo; aunque cambia completamente por una fría, violenta y despiadada cuando se enfada y se transforma nuevamente en Battousai. Físicamente es pequeño y delgado, con el pelo rojo y largo, atado en una coleta y con una cicatriz en forma de cruz en su mejilla izquierda. Al inicio de la historia tiene 28 años de edad.
- Kaoru Kamiya (神谷 薫 Kamiya Kaoru?) (Himura Kaoru después de casarse con Kenshin): es una joven huérfana, quien aprendió de su padre el estilo Kamiya Kashin Ryu y heredó del mismo su dōjō de kendo. Al comienzo de la historia, su dōjō está en franca decadencia por culpa de un asesino que anda suelto y dice ser practicante de su dōjō y se autoproclama "Battousai". Kenshin le revela su identidad de antiguo asesino y ella le permite vivir en su hogar, afirmando que no le importa su pasado. Tiene una personalidad muy fuerte, acorde a las exigencias de una mujer joven que debe valerse por sí misma, y gentil. Es muy hábil en el kendo. Físicamente se la presenta como muy hermosa. Al inicio de la historia tiene 17 años. Es llamada ojou-san (pequeña señorita) por Sanosuke.
- Sanosuke Sagara (相楽 左之助 Sagara Sanosuke?,  conocido también como Zanza): es contratado para enfrentarse a Kenshin siendo un luchador callejero, especializado en una enorme espada llamada zanbatō. Kenshin logra derrotarlo, quiebra su espada, y ambos se convierten en grandes amigos. Durante la pelea, se revela que Sanosuke era de origen pobre y que perteneció al Sekihoutai, un ejército de campesinos liderado por Souzo Sagara, que apoyaron a los Ishin Shishi y fueron traicionados por éstos; y su líder decapitado. Sanosuke toma su apellido del nombre de Sagara, y se dedica a la lucha desde entonces. Posee un carácter muy fuerte, es agresivo y malhumorado. Es alto y tiene el cuerpo de un luchador. Al inicio de la historia tiene 19 años.
- Yahiko Myōjin (明神 弥彦 Myōjin Yahiko?): vagaba por Tokio siendo un delincuente menor; engañado por la yakuza local le hacen creer que debía dinero de las medicinas de su fallecida madre obligándolo a robar para conseguir ese dinero. A pesar de que al principio mostraba hostilidad frente a la ayuda de Kenshin y Kaoru gracias a ellos, se percata del engaño y decide irse con ellos para entrenar en escuela Kamiya-Kashin y llegan a ser grandes amigos e integrante del dōjō. Es un joven muy orgulloso y con muchos deseos de ser más fuerte. Al comenzar la historia tiene 10 años.

## Temas
El tema principal de la serie es la responsabilidad, como se ve a través de las acciones de Kenshin, ya que quiere expiar a todas las personas que mató durante el Bakumatsu ayudando a personas inocentes empuñando una espada no letal. Marco Olivier, de la Universidad Metropolitana de Nelson Mandela, dijo que el sakabatō simboliza el juramento de Kenshin de no volver a matar, que ha sido encontrado desafiante por otros guerreros que aparecen en la serie. Este tema también alienta al ex traficante de drogas Takani Megumi a convertirse en médico al enterarse del pasado y las acciones de Kenshin. Otro tema es el poder, que es visto principalmente por Sagara Sanosuke y Myojin Yahiko. Sin embargo, al igual que Megumi, estos dos personajes también están influenciados por el personaje principal, ya que desean ser más fuertes para ayudar a Kenshin en toda la trama. Además, la serie desalienta la venganza, como se ve en el arco final cuando Yukishiro Enishi cree que logró vengarse de Kenshin, pero comienza a tener alucinaciones de su difunta hermana con una expresión triste en su cara. Como "salida" de las emociones de kendo de Watsuki, Yahiko "conoce un dolor que los tipos de héroes como Himura Kenshin y Sagara Sanosuke nunca pueden conocer". Como resultado, Yahiko se convirtió en un personaje más fuerte poco a poco para relacionarse con la demografía. Finalmente le dio una caracterización más fuerte durante el arco de Kioto, lo que sorprendió a sus lectores.
Cuando se le preguntó si el tema de la serie era la redención de Kenshin, Watsuki mencionó que cuando era joven, solía leer manga shōjo y que eso influyó en su escritura de Rurouni Kenshin. Añadió que quería que la historia fuera diferente de otros cómics, ya que considera que el personaje principal, Kenshin, no es ni un personaje bueno ni malo. Desde el volumen 7, Watsuki mencionó que la serie tomó un tono más adulto debido a los diversos conflictos de la historia, pero comentó que estaba influenciada por el manga shōjo que leyó. A través del desarrollo de la serie, Watsuki estaba decidiendo si el personaje de Kamiya Kaoru iba a morir antes del final. Sin embargo, más tarde decidió mantener vivo a Kaoru cuando llegó a la conclusión de que quería un final feliz y que el manga estaba dirigido a lectores jóvenes. En The Oxford Handbook of American Folklore and Folklife Studies, Kenshin es considerado como un "grito lejano" de los superhéroes estadounidenses debido a su aspecto andrógino y su personalidad autocrítica. Sin embargo, se dice que el personaje se puede relacionar con la audiencia oriental a través de la búsqueda de la redención de Kenshin, que se llama el tema principal del manga. Además, se destaca que el manga tiene un equilibrio entre el individualismo y la comunidad.
Watsuki dijo que era un tipo de persona "encaprichada" en lugar de un tipo de persona "apasionada"; por lo tanto, Rurouni Kenshin es una "Historia de espadachín de Meiji" en lugar de una "Historia de amor de Meiji". Según el libro Bringing Forth a World: Engaged Pedagogy in the Japanese University, el manga refleja la confusión de la sociedad japonesa después del desencanto de la gran economía a principios de la década de 1990. Se enfrenta a las visualizaciones de la educación japonesa de una manera que contrasta con los libros escolares, especialmente debido a la joven demografía de la serie. Dado que el manga se centra en el realismo, pero está dirigido a lectores jóvenes, la serie es notable por cambiar las representaciones de los samuráis con el fin de crear una toma más optimista en comparación con los eventos de la vida real. La opinión única del manejo de Kenshin le dio al manga el concepto de "neo shonen" debido a lo diferente que era de la serie anterior de Weekly Shonen Jump.